# Luis Gutiérrez Alliende
Luis Gutiérrez Alliende (Santiago, 1894 - ¿?) fue un abogado y político chileno, miembro del Partido Conservador.
Nació en Santiago, hijo del exparlamentario y exministro José Ramón Gutiérrez Martínez y Carolina Alliende Martínez. Entre sus hermanos destaca José Ramón, quien fuera diputado y ministro de Estado. Se casó con Elvira Rodríguez.

## Carrera política
En las elecciones parlamentarias de 1924, fue elegido como diputado por los departamentos de Llanquihue y Carelmapu, por el periodo legislativo 1924-1927. Durante su gestión fue diputado reemplazante en la Comisión Permanente de Relaciones Exteriores. Sin embargo no logró finalizar su periodo parlamentario, debido a que fue disuelto el Congreso Nacional, el 11 de septiembre de 1924, mediante un decreto de la Junta de Gobierno, establecida tras un golpe de Estado.
Luego, elecciones parlamentarias de 1925, fue elegido nuevamente como diputado, pero por la Vigesimotercera Circunscripción Departamental (correspondiente a los departamentos de Osorno, Llanquihue y Carelmapu), por el período 1926-1930. Esa oportunidad integró la Comisión Permanente de Agricultura y Colonización. Paralelamente en 1928, viajó a Europa.
El 26 de julio de 1931 tras la caída del presidente Carlos Ibáñez del Campo, el vicepresidente Pedro Opazo Letelier lo designó como ministro de Justicia. El 27 de julio de ese mismo año, el vicepresidente Juan Esteban Montero lo nombró como ministro del Interior, en su reemplazo, y siguió ejerciendo el cargo de ministro de Justicia paralelamente. El 7 de agosto de 1931 dejó el Ministerio del Interior y continuó en la cartera de Justicia. El 3 de septiembre del mencionado año tras la Sublevación de la Escuadra dejó ese último, y no se acercó al gobierno interino de Manuel Trucco hasta que Montero retornó.
El 15 de noviembre de ese mismo año Juan Esteban Montero lo reintegró al gabinete —como ministro de Justicia— tras ganar la elección presidencial, continuando en el cargo hasta el 7 de abril de 1932 cuando lo dejó cuando la situación del gobierno se agrava.
Desde ese día, se alejó para siempre de la vida política, y tras esto dirigió el Club Hípico de Santiago.
En 1938 fue uno de los tres exparlamentarios conservadores que cuestionaron las bases de la Convención Conservadora para elegir un candidato presidencial de la derecha, la que finalmente eligió al exministro de Hacienda Gustavo Ross.
Como homenaje en su casa de estudios, la Pontificia Universidad Católica, se instauró el «Premio Luis Gutiérrez Alliende», el cual es otorgado al mejor alumno en el ciclo completo de derecho económico y derecho comercial.